# Gomido FC
Gomido Football Club is een Togolese voetbalclub uit Kpalimé.

## Geschiedenis
Gomido FC werd in 1974 opgericht, na de hervorming van het Togolese voetbal, bij een fusie tussen Excelsior Kpalimé, Etoile Filante de Kpalimé en Modèle de Kpalimé.

## Erelijst
- Beker van Togo

2018

## Resultaten in continentale wedstrijden
Toelichting op de tabel: #Q = #kwalificatieronde / #voorronde, #R = #ronde, PO = Play-off, Groep (?e) = groepsfase (+ plaats in de groep), 1/16 =  zestiende finale, 1/8 = achtste finale, 1/4 = kwartfinale, 1/2 = halve finale, TF = troostfinale, F = finale, T/U = Thuis/Uit, BW = Beslissingswedstrijd, W = Wedstrijd.

Uitslagen vanuit gezichtspunt Gomido FC
| Seizoen | Competitie                     | Ronde | Land              | Club            | 1e W | 2e W | Totaalscore |
| ------- | ------------------------------ | ----- | ----------------- | --------------- | ---- | ---- | ----------- |
| 1993    | West African Club Championship | 1     | Vlag van Kameroen | AS Mandé        | 1-0  | 1-2  | 2-2 (u)     |
| 1993    | West African Club Championship | 1/4   | Vlag van Senegal  | ASC Diaraf      | 2-1  | 0-1  | 2-2 (u)     |
| 1993    | West African Club Championship | 1/2   | Vlag van Benin    | Mogas 90 FC     | 3-2  | 0-1  | 3-3 (u)     |
| 1994    | CAF Cup                        | 1     | Vlag van Kameroen | Unisport Bafang | 0-0  | 0-3  | 0-3         |
| 2018/19 | CAF Confederation Cup          | 1     | Vlag van Tsjaad   | AS CotonTchad   | 0-2  | 1-1  | 1-3         |